# パイ中間子
パイ中間子（パイちゅうかんし、π–meson）は、核子を結合している力である核力を媒介するメソンの一種である。パイ粒子、パイオン（Pion）とも呼ぶ。
当時大阪大学の講師であった湯川秀樹が、その存在を中間子論で予言した。ミュー粒子が1936年に初めて発見された当時、ミュー粒子はこの役割を担う粒子であるとされたが後に強い相互作用を行わないことが判明し、1947年に荷電パイ中間子、1950年に中性パイ中間子が発見され、これらが湯川秀樹の予言した粒子であることが明らかとなった。
その線量分布の特性から負電荷のパイオンはスイスやカナダ・アメリカでがん治療に用いられた。

## 基本特性
π中間子はスピンが0で、第一世代のクォークからなる。種別はπ0、π+、π−の3種類がある。
π+はアップクォークと反ダウンクォークからなり、π−はダウンクォークと反アップクォークからなる。この二つは互いに粒子・反粒子の関係となっている。π0は自分自身が反粒子である。
荷電π中間子の質量は約139 MeV/c2、寿命が2.6 × 10−8 秒。
主な崩壊モードでは反ミュー粒子とミューニュートリノに崩壊する。
{\displaystyle {\ce {\pi ^{+}->\mu ^{+}+\nu _{\mu }}}}
π0はわずかに軽く、質量が約135 MeV/c2で寿命が8.4 × 10−17 秒である。
主な崩壊モードでは光子2つに崩壊する。
{\displaystyle {\ce {\pi^0 -> 2\gamma}}}
| 粒子         | 記号                                | 反粒子                          | クォーク 組成                                                      | スピンと パリティ | 静止質量 MeV/c2     | S | C | B | 寿命 s               | 主崩壊                                     | 備考                 |
| ------------ | ----------------------------------- | ------------------------------- | ------------------------------------------------------------------ | ----------------- | ------------------- | - | - | - | -------------------- | ------------------------------------------ | -------------------- |
| 荷電パイ粒子 | {\displaystyle {\ce {\pi^{+}}}}     | {\displaystyle {\ce {\pi^{-}}}} | {\displaystyle {\ce {u{\bar {d}}}}}                                | 擬スカラー        | 139.57061(±0.00024) | 0 | 0 | 0 | 2.6033(±0.0005)×10-8 | {\displaystyle {\ce {\mu^{+}+ \nu_{\mu}}}} |                      |
| 中性パイ粒子 | {\displaystyle \mathrm {\pi ^{0}} } | 自身                            | {\displaystyle {\ce {\frac {u{\bar {u}}-d{\bar {d}}}{\sqrt {2}}}}} | 擬スカラー        | 134.9770(±0.0005)   | 0 | 0 | 0 | 8.52(±0.18)×10-17    | {\displaystyle {\ce {2\gamma}}}            | クォーク組成は未確定 |

## 歴史
1935年に湯川秀樹が提唱した。陽子間の電気的斥力を超え、電荷を持たない中性子をも結合させて原子核を安定なものにする核力（強い相互作用）を媒介する粒子が存在し、その予想質量が 100 MeV/c2 程度と電子（約 0.5 MeV/c2）と核子（約 900 MeV/c2）の中間に当たることから中間子と名づけられた。
セシル・パウエルの率いるチームが、1947年に実験によって電荷を持つパイ中間子を発見した。
この時代にはまだパイ中間子を生成できるほど高エネルギーの粒子加速器が存在していなかった。そのため、チームは代りに原子核乾板を設置した観測気球を宇宙線を受ける高度まで上げ、気球を回収後、顕微鏡による検査で電荷を持つパイ中間子の軌道を発見した。
これらの業績から、1949年に湯川秀樹および1950年にセシル・パウエルがノーベル物理学賞を受賞した。
電荷を持たず寿命も短いπ0の同定は容易ではなかったが、後の1950年、カリフォルニア大学のサイクロトロンを使った実験で、π0の2つの光子への崩壊を観察することにより、その存在が実験的に証明された。